# 伊藤壮太郎
伊藤 壮太郎（いとう そうたろう、1995年9月13日）は、日本の俳優・舞踊家である。三重県出身。身長175cm。血液型はA型。芸能事務所ORCHARDを経て、2020年9月よりフリーで活動している。

## 人物
1995年9月13日生まれ、三重県出身。

幼少期より独自のスタイルで踊りを始め、高校卒業後に俳優・舞踊家としての活動を始める。

2014年より劇団シェイクスピア・シアターにて、「ロミオとジュリエット」ロミオ役など主要な役を演じる。

2017年よりパフォーマンスグループTHE CONVOY に若手メンバーとして加入。

2021年には舞踊家天児牛大率いる山海塾に入団し表現者としての研鑽を積んでいる。

## 経歴

### 舞台・ステージ
2014年
- ARTS PROJECT MEVIUS vol.1 Dance Musical 「ENISHI〜遥かな旅〜」（2014年4月5日-6日、日本芸術専門学校劇場)
- ARTS PROJECT MEVIUS vol.2 ダンスパフォーマンス「Dance with the Earth～地球と踊れ！～」（2014年7月12日-13日、六行会ホール)
- 劇団シェイクスピア・シアター「ハムレット」（2014年12月3日-5日、俳優座劇場）- レアティーズ 役 他[2]

2015年
- ARTS PROJECT MEVIUS vol.3 ダンスパフォーマンス「if〜いくつかの物語〜」（2015年1月17日-18日、日本芸術専門学校劇場)
- 劇団SUNS本公演　「Undreground Blowout」 （2015年2月11日-15日、d-倉庫)[3]
- 夢次元堂第１回公演「オモカゲ」（2015年5月3日-5日、神奈川県立青少年センター（多目的プラザ））[4]
- 劇団シェイクスピア・シアター創立四十周年記念公演第一弾「十二夜」（2015年6月3日-7日、俳優座劇場）- セバスチャン 役[5]
- 「演人フェスタ2015」（2015年8月8日-9日、両国・Air studio）[6]
- 劇団シェイクスピア・シアター創立四十周年記念公演第二弾「ロミオとジュリエット」（2015年12月9日-13日、俳優座劇場）- ロミオ 役[7]

2016年
- NODA MAP「逆鱗」（1月29日-4月3日、東京芸術劇場（プレイハウス）他） [8]
- 「メトロポリス」（2016年11月7日-30日、Bunkamuraシアターコクーン）[9]

2017年
- 富良野GROUP特別公演「走る」（2017年1月15日-3月7日、富良野演劇工場 他)[10]
- 西園美彌講演会「踊る・創る・喋る」内公演『優しい嘘』（2017年3月30日、つくばカピオホール）[11]
- THE CONVOY SHOW vol.33「星屑バンプ」（2017年9月7日 - 24日、博品館劇場）- ヒロ 役[12]
- トム・プロジェクトプロデュース「明日がある、かな」（2017年10月24日-30日、紀伊國屋ホール)[13]
- 手塚治虫生誕90周年記念MANGA Performance 「W3」（ワンダースリー）（2017年11月3日-12月22日、追加公演2018年2月9日-3月4日、DDD青山クロスシアター） - 星真一 役[14]

2018年
- カクシンハン第12回公演「ハムレット」（2018年4月14日 - 22日、池袋シアターグリーン BIG TREE THEATER）- 歩哨バナードー 役 他[15]
- 「Nez Channel vol.4〜ドレスコードはRed〜」（2018年6月13日、リーガロイヤルホテル東京 (ロイヤルホール)他）- 東京公演のみ出演[16]
- 日生劇場ファミリーフェスティヴァル2018「エリサと白鳥の王子たち」（2018年7月28日-29日、日生劇場）[17]
- THE CONVOY SHOW vol.35「星屑バンプ」（2018年9月7日 - 10月21日、博品館劇場 他）- ヒロ 役[18]
- THE CONVOY SHOW vol.36「ONE!」（2018年12月14日 - 17日、TBS赤坂ACTシアター）- 坊ちゃん 役[19]
- 「 THE CONVOY Night 2018」（2018年12月22日-24日、リーガロイヤルホテル（光琳の間）他）[20]

2019年
- トム・プロジェクトプロデュース「黄色い叫び」（2019年3月20日-26日、こくみん共済coopホール（全労済ホール）/ スペース・ゼロ 他）[21]
- 「Nez Channel vol.5〜チャンネルはそのまま〜」（2019年4月30日-5月2日、リーガロイヤルホテル（光琳の間））[22]
- THE CONVOY SHOW vol.37「星屑バンプ」（2019年6月5日 - 20日、博品館劇場 他）- ヒロ 役[23]
- 「ORCHARD LIVE 2019 -HEARTFUL MUSICAL SONGS-」（2019年9月28日、もみじ山文化センター（なかのZERO大ホール））[24]
- THE CONVOY SHOW vol.38「ONE!」（2019年12月14日 - 29日、TBS赤坂ACTシアター 他）- 新太郎 役[25]
- 「 THE CONVOY Night 2019」（2019年12月21日-22日、リーガロイヤルホテル（光琳の間））[25]
- 「THE CONVOY 祭'19」（2019年12月31日、森ノ宮ピロティホール）[25]

2020年
- KAAT DANCE SERIES2019「NIPPON・CHA!CHA!CHA!」（2020年1月10日-19日、KAAT神奈川芸術劇場 大スタジオ）[26]
- テレビ朝日開局60周年記念ドラマ「やすらぎの刻～道」放送記念富良野GROUP特別公演『屋根２０２０』（2020年4月3日-26日、富良野演劇工場 他）-中止[27][28]
- THE CONVOY SHOW vol.39「ATOM」（2020年8月14日 - 30日、こくみん共済coopホール（全労済ホール）/ スペース・ゼロ 他）- カント 役[29]
- KAAT神奈川芸術劇場プロデュース音楽劇「銀河鉄道の夜2020」（2019年9月20日-10月4日、KAAT神奈川芸術劇場 ）[30]
- 「1999年の夏休み episode0」（11月12日 - 15日、労音大久保会館R’s アートコート）- 則夫 役[31]
- 「 INSPIRE陰陽師」（2020年12月31日-2021年1月6日、日生劇場）[32]

2021年
- TRASHMASTERSvol.33「堕ち潮」(2021年2月4日- 14日、座・高円寺) - 尊 役[33]
- 舞台「サンソン ールイ16世の首を刎ねた男ー」（2021年4月23日 - 6月27日、東京建物 Brillia HALL 他）[34]
- 35th Anniversary THE CONVOY SHOW vol.41「コンボ・イ・ランド」（2021年12月10日 - 31日、こくみん共済coopホール（全労済ホール）/ スペース・ゼロ 他）[35]
- 「THE CONVOY Night 2021〜チャンネルはそのまま〜」（2021年12月23日-25日、リーガロイヤルホテル東京 (ロイヤルホール)）[36]

2022年
- 舞台「サロメ奇譚」（2022年3月21日-4月10日、東京芸術劇場（シアターイースト） 他）- 奈良坊人 役[37]

2023年
- THE CONVOY SHOW vol.42「コンボ・イ・ランド」（2023年6月16日 - 20日、東京建物 Brillia HALL）[38]

2024年
- 音楽劇『不思議な国のエロス』〜アリストパネス「女の平和」より〜（2024年2月16日 - 25日、新国立劇場 小劇場）[39]
- THE CONVOY SHOW vol.43『ONE DAY〜Last Run! Run!! Run!!!〜』（2024年7月26日 - 8月25日、ザ・ガーデンホール・ルーム 他）[40]

### イベント・パフォーマンス
- あいちトリエンナーレ2019 ドラ・ガルシア「ロミオ」（2019年8月1日-10月14日、愛知芸術文化センター　他）[41]
- 「The Drowned World Anchor |　沈んだ世界のアンカー」（2019年10月18日 - 20日、Spiral Hall）[42]
- 特定非営利活動法人 芸術家と子どもたち　「パフォーマンスキッズ・トーキョー」- アーティストとして参加[43]
- 「Beginning of the end」（2021年10月29日、NOSE art garage 表参道）[44]
- NEW ENERGY TOKYO 「HARUKA HIRAI Art Parade」（2022年9月8日-11日、新宿住友ビル三角広場）- モデル/パフォーマー[45]

### WEB番組
- キャストサイズチャンネル「本田礼生の不定期配信」 第5回（2022年5月13日、ニコニコ動画）-ゲスト出演[46]
- キャストサイズチャンネル「本田礼生の不定期配信」 第7回（2022年6月9日、ニコニコ動画）-ゲスト出演[47]
- キャストサイズチャンネル「本田礼生の不定期配信」 第15回（2023年3月24日、ニコニコ動画）-アシスタント[48]
- キャストサイズチャンネル「THE CONVOY SHOW vol.42「コンボ・イ・ランド」本番直前・稽古場配信！」（2023年6月8日、ニコニコ動画）[49]

### TV・CM
- 2021年NHK大河ドラマ「青天を衝け」 - オープニングダンサー[50]
- 大森元貴「French」CDTV LIVE! LIVE! （2021年3月29日放送）- ダンサー[51]
- 日産自動車 「キックス e-POWER」TVCM「その足に、電気の走りを。」篇 - ボディダブル
- 第73回紅白歌合戦　MISIA　「希望のうた」（2022年12月31日、NHKホール） - ダンサー

### PV・MV
- 中田真由美 and 椎名琴音(4&1/2)「あいをまもるよ」- 振付
- 吉岡聖恵「凸凹」- ダンサー
- yama「くびったけ」MV- 振付助手
- 凛として時雨『アレキシサイミアスペア』 MUSIC VIDEO（「劇場版 PSYCHO-PASS サイコパス PROVIDENCE」主題歌）- ダンサー

### 自主制作作品
- 「伊藤壮太郎のありがとう集会」（2018年9月22日、Mace 千駄ヶ谷）[52]
- 「Soutarou Ito:【できっこないをやらなくちゃ企画】 ▶︎『壮太郎のPVつくりたい作戦』」
- 「ものがたる」（2020年2月22日-24日、UltraSuperNew Gallery）[53]
- 「（柔）翔けゆくあの子　仰ぎみて　紡ぎ。」（2023年1月18日、Art Space 呼応/co-oh Tokyo）[54]
- 「(柔)燻る明星みなもめくりて-雫き-」（2023年4月19日、Art Space 呼応/co-oh Tokyo）[55]